# Гідрологічний режим
Гідрологі́чний режи́м (рос. гидрологический режим; англ. hydrologic regime; нім. hydrologische Arbeitsweise) — закономірні зміни гідрологічних елементів водного об'єкта в часі, що зумовлені фізико-географічними і в першу чергу кліматичними умовами басейну.
Гідрологічний режим включає багаторічні (роки з підвищеною чи зниженою водністю), внутрішньорічні або сезонні (повінь, межень, паводок) та добові коливання:
рівня води (режим рівня); витрат води (режим стоку); льодових явищ (льодовий режим); температури води (термічний режим); кількості і складу твердого матеріалу, що переноситься потоком (режим наносів); складу та концентрації розчинених хімічних речовин (гідрохімічний режим); змін русла річки (режим руслового процесу).
У залежності від виду водного об'єкта (водотік чи водойма) вирізняють гідрологічний режим річок, озер, водосховищ, гідрогеологічний режим, режим боліт.
Елементами гідрологічного режиму називають явища і процеси, які характеризують гідрологічний режим водного об'єкта (наприклад, коливання рівня, витрат води, температури води тощо).
Природний гідрологічний режим часто істотно змінюється під впливом господарської діяльності людини. Залежно від наявності або відсутності гідротехнічних споруд вирізняють гідрологічний режим регульований та природний або побутовий.
Найбільший вплив на гідрологічний режим справляють водосховища, за допомогою яких здійснюється (залежно від проекту) добове, тижневе, сезонне та річне регулювання стоку (наприклад каскад водосховищ на Дніпрі), а також канали (наприклад канал Дніпро — Донбас, канал Сіверський Донець — Донбас, Північно-Кримський канал).